# Полемарх
Полемарх (от др.-греч. πολέμαρχος, polemarchos) — в Древней Греции один из старших военачальников, которому была поручена забота обо всем, что касалось войны.
В дальнейшем понятие полемарха относится к военачальнику, на которого возлагалось и ведение самой войны. Так, в Спарте, по законам Ликурга, армией предводительствовал царь, при котором в виде советчиков состояло 2 полемарха, a в Афинах на полемарха возлагалось и начальствование над подразделениями армии.